# Walo
Walo è un singolo del rapper italiano Ghali, pubblicato l'8 aprile 2022 come secondo estratto dal terzo album in studio Sensazione ultra.

## Descrizione
Il brano è stato prodotto da Fawzi, in passato componente insieme a Ghali dei Troupe D'Elite, e si caratterizza per le sonorità ispirate alla musica africana.

## Tracce
Testi di Ghali Amdouni, musiche di Fawzi Njimi.
1. Walo – 2:51

## Formazione
Hanno partecipato alle registrazioni, secondo le note di copertina di Sensazione ultra:
- Ghali – voce
- Fawzi – produzione, registrazione
- Mikaelin "Blue" BlueSpruce – missaggio